# 無條件☆幸福
《無條件☆幸福》（日语：無条件☆幸福）是日本偶像團體IDOLING!!!的第8張單曲。於2009年7月22日由波麗佳音發售。

## 概要
初回限定盤附有DVD《無條件☆幸福》和《baby blue》的PV以及《IDOLING!!!》特別節目收錄。

## 收錄曲

### CD
1. 無条件☆幸福 [04:34]
  - 作詞：六ツ見純代 / 作曲・編曲：宮崎誠
  - 富士電視台系《獅子的祝您健康》片尾曲（2009年6月29日－）。
2. 放課後テレパシィ [03:42]
  - 作詞：Shino / 作曲・編曲：Cell no.9
  - 參加成員：外岡好梨花、横山琉璃香、森田涼花、長野瀨里菜、朝日奈央、三宅瞳、橘柚里佳、大川藍、橋本楓
3. U [03:57]
  - 作詞：7chi子♪ / 作曲：佐薹一雪（佐藤一雪） / 編曲：K-Lab
  - 參加成員：遠藤舞、谷澤惠里香、フォンチー、河村唯、酒井瞳、菊地亞美
4. 無条件☆幸福（instrumental）

### DVD
初回限定盤A
1. 「無条件☆幸福」（PV）
2. 「無条件☆幸福」（PV及CD - 外套攝影及影片製作特輯）

初回限定盤B
1. 「baby blue」（PV）
2. 「baby blue」（PV - 影片製作特輯）

## 外部連結
- 波麗佳音 - 無條件☆幸福（初回限定版A）：IDOLING!!!（日語）
- 波麗佳音 - 無條件☆幸福（初回限定版B）：IDOLING!!!（日語）
- 波麗佳音 - 無條件☆幸福（通常版交換卡 - 每盤18種）：IDOLING!!!（日語）